# Perri Shakes-Drayton
Perresha Alexandra »Perri« Shakes-Drayton, angleška atletinja, * 21. december 1988, London, Anglija, Združeno kraljestvo.
Nastopila je na poletnih olimpijskih igrah leta 2012, kjer je osvojila peto v štafeti 4x400 m, v teku na 400 m z ovirami se je uvrstila v polfinale. Na svetovnih prvenstvih je osvojila srebrno in bronasto medaljo v štafeti 4x400 m, na svetovnih dvoranskih prvenstvih naslov prvakinje v  isti disciplini leta 2012, na evropskih prvenstvih bronasti medalji v teku na 400 m z ovirami in štafeti 4x400 m leta 2010, na evropskih dvoranskih prvenstvih pa naslova prvakinje v teku na 400 m in štafeti 4x400 m leta 2013.